# 龐柔
龐 柔（ほう じゅう、生没年不詳）は、中国後漢末期の人物。本貫は涼州南安郡狟道県。

## 事績
『三国志』魏書龐徳伝では龐徳の兄、その注に引く『魏略』では従兄とされる。龐柔本人の事績は、劉備統治下の漢中郡にいたことしか伝わらない。
曹操配下の龐徳は、樊城の戦いで劉備配下の関羽討伐に従軍したが、龐柔が漢中にいたことにより友軍の疑心を招いた。また戦いに敗れ捕虜となった後は関羽から、「貴方の兄は漢中にいる。私は貴方を将として登用したいが、なぜ早く降伏しない？」と呼びかけられるも、これを拒んで処刑されている。

## 三国志演義
羅貫中の小説『三国志演義』でも、龐徳に関連して名前のみ登場する。樊城の戦いに先立ち、董衡が于禁に「実兄の龐柔は西川（益州）で官職を得ている」と述べて、龐徳の起用に反対。于禁の言葉を受けて曹操もまた龐徳の起用を躊躇い、彼を呼びつける。これに対し龐徳は「私は昔、故郷で兄と同居していましたが、兄嫁が甚だ愚かなため、酒に酔った勢いで殺してしまいました。それ以来、兄は私を骨の髄から恨み、既に（兄弟としての）恩愛は断絶しています」と語った。